# 小山樋門
小山樋門（こやまひもん）は、千葉県松戸市にある3連アーチ構造の煉瓦造水門である。1898年（明治31年）に坂川の逆流防止のため建設されたが、現在ではその役目を終えて坂川を渡る千葉県道5号松戸野田線の道路橋として利用されており、「レンガ橋」や「めがね橋」と呼ばれている。千葉県内に現存する煉瓦造りの水門でもっとも古いものである。

## 構造
- 英国式煉瓦造の3連アーチ構造を持つ。
- 国産煉瓦使用。柳原水閘に使用されている煉瓦と同じ刻印が押されており、松戸の治水事業に多大な貢献をした小金町長の八木原五右衛門の出身である寺田勘兵衛家の経営による煉瓦工場で製造されたものである[5][6]。
- 河川横断方向（上流側）約7.9メートル（下流側）約8.5メートル
- 河川縦断方向（高さ）約13.0メートル 、翼壁約3.5メートル
- 樋管数：3本[5]
- 樋管幅員・高さ：約1.9メートル・約2.4メートル[5]

## 歴史
小山樋門は1898年（明治31年）、松戸市内を流れる坂川に、江戸川からの逆流防止のため建造されたレンガ作りの水門である。
柳原水閘から松戸の市街地に向かい江戸川に並流する坂川を遡っていき、最も江戸川に接近するあたりに存在する。この樋門より目前には水戸藩最後の藩主で徳川慶喜の弟、徳川昭武の邸宅であった戸定邸や松戸市戸定歴史館のある丘が見える。
1904年（明治37年）の柳原水閘完成より6年古く、1908年（明治41年）のレンガ橋の最古とされる東京の水元公園の大場川に現存する閘門より10年も古いものであり、通称、レンガ橋（小山レンガ橋）、めがね橋とも呼ばれているが樋門のため橋としての正式な名前はない。
2016年（平成28年）11月14日に土木学会選奨土木遺産に登録された。
河川改修の当初計画では、架け替えが予定されていた。取り壊し理由としては、大雨による洪水時に、幅が広い橋脚が水を堰き止めてしまうことが原因とされていた。しかし、1997年（平成9年）、坂川河川再生事業の中で橋の取り壊しが見直され、保存されることとなった。